# Editor de partituras
Un editor de partituras, software de notación o procesador de notación musical, es el software utilizado para la creación de partituras. Una edición musical es a la notación musical lo que es un procesador de textos es a un texto, ya que ambos permiten correcciones rápidas (deshacer), edición flexible, intercambio fácil (a través de Internet o medios compactos de almacenamiento) y el diseño limpio y uniforme. Además, la mayoría de los editores son capaces de sondear y grabar las notas -especialmente útiles para compositores novatos o cuando no hay músicos que estén fácilmente disponibles- convirtiéndose, por la misma analogía, tanto en procesador de textos, como en software de previsualización. 

## Formatos de ficheros
La mayoría de los editores de partituras pueden importar o exportar a uno o a los dos tipos de formatos de ficheros de intercambio:
- Fichero MIDI estándar.
- MusicXML[1]

La extensión de partituras de MediaWiki puede interpretar, y generar sonidos previos de audio, de estos dos formatos.
Además, los editores de partituras suelen permitir el importar y exportar a pdf, texto (ascii), imagen (png, svg) y sonido (ogg).